# Anime Expo

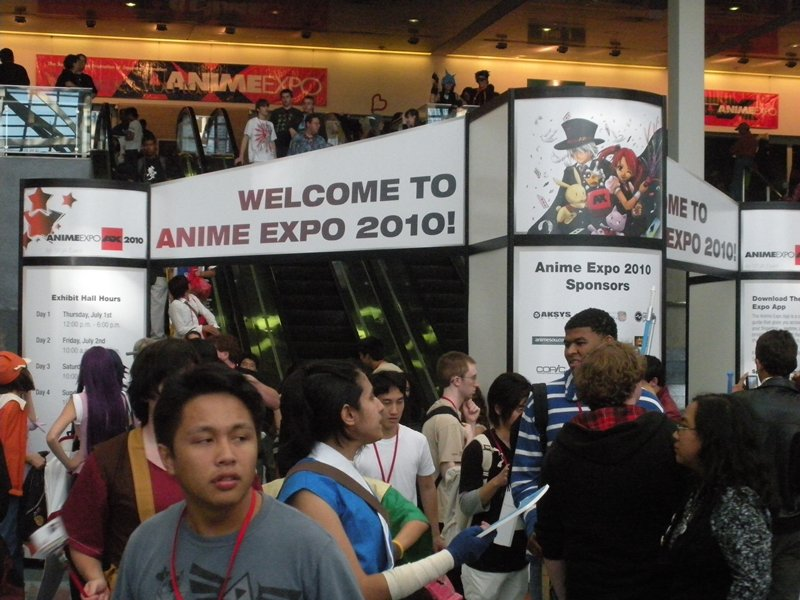
Anime Expo 2010

Anime Expo, часто сокращаемый до AX, — американский аниме-фестиваль, проходящий в Лос-Анджелесе, Калифорния. Его организует некоммерческое общество продвижения японской анимации (англ. Society for the Promotion of Japanese Animation, SPJA). За редкими исключениями фестиваль проходит в выходные в районе 4 июля и длится 4 дня. Ныне проходит в Los Angeles Convention Center, но в прошлом также проводился в Анахайме, Сан-Хосе, Нью-Йорке и Токио. Anime Expo известен как крупнейший аниме-фестиваль в США, а также тем, что в качестве гостей на него приглашаются многие известные личности аниме-индустрии. Средний показатель посещаемости фестиваля составляет 30 тыс. человек.

## События и программа фестиваля
Во время Anime Expo организуется множество событий, в которых могут принять участие посетители: настольные игры, соревнования, аркадные игры и концерты.
Основными событиями фестиваля считается конкурсы косплея, Anime Music Video, Battle of the Bands и благотворительный аукцион SPJA. Также на фестиваль приглашается множество гостей, в том числе известных артистов, которые часто устраивают свои концерты на AX. В ходе Anime Expo также организуются фокусные группы, мастер-классы и другие события. И в конце концов, в ходе фестиваля на нескольких экранах круглосуточно демонстрируются различные аниме, а также работают магазины с товарами для отаку.

## История

### Места проведения
| Дата                         | Месторасположение                                                      | Посещаемость                          | Специальные гости |
| ---------------------------- | ---------------------------------------------------------------------- | ------------------------------------- | --- |
| 3-6 июля 1992                | Отель Red Lion Сан-Хосе, Калифорния                                    | 1 750                                 | Джерри Бек, Л. Луис Бухалис, Бен Данн, Роберт Фенелон, Леа Эрнандес, Сэйдзи Хорибути, Кэн Иядоми, Шон Клекнер, Триш Ледоукс, Карл Масек, Люк Меничелли, Харухико Микимото, Кэйдзи Накадзава, Роберт Наптон, Джон О'Доннелл, Клауд Дж. Пеллети, Девид Риддик, Фредерик Шодт, Буити Тэрасава, Джефф Томсон, Ёсиюки Томино, Стив Ванг, Роберт Вудхэд, Тосифуми Ёсида. |
| 2-4 июля 1993                | Parc Oakland Hotel и Oakland Convention Center Окленд, Калифорния      | 1 693                                 | Кэйта Амэмия, Роберт ДеЖесус, Даг Длин, Роберт Фенлон, Питер Голл, Кэндзи Гото, Дэвид Хо, Сэйдзи Хорибути, Лео Горвиц, Ясухиро Имагава, Дзюнко Ито, Мититака Кикути, Хироюки Китадзумэ, Макото Кобаяси, Стив Кайт, Триш Леду, Карл Мацек, Хелен Маккарти, Харуко Микимото, Роберт Нэптон, Ясуси Нирасава, Мартин Оулетт, Вил Овертон, Клод Д. Пеллетье, Фредерик Шодт, Джен Скотт-Фрейзер, Масатоси Тахара, Такаюки Такэя, Тосифуми Ёсида. |
| 1-3 июля 1994                | Anaheim Marriott Hotel и Anaheim Convention Center Анахайм, Калифорния | 2 057                                 | Аллен Хейстингс, Сёдзи Кавамори, Идзуми Мацумото, Джен Скотт-Фрейзер, Минору Таканаси, Нобутэру Юки. |
| 30 июня – 2 июля 1995        | Лос-Анджелеский аэропорт Хилтон Лос-Анджелес, Калифорния               | 2 138                                 | Эми Киа, Danger Productions, Аллен Хейстингс, Лео Горвиц, Кадзухико Икэгути, Нобору Исигуро, Джей Мяо, Харухико Микимото, Коити Охата, Нобуюки Ониси, Джен Скотт-Фрейзер, Рёэй Цукимура, Сатоси Урусибара, Киндзи Ёсимото. |
| 28-30 июня 1996              | Anaheim Marriott Hotel и Anaheim Convention Center Анахайм, Калифорния | 2 918                                 | Хидэаки Анно, Хироки Хаяси, Нобору Исигуро, Ёсиаки Кавадзири, Хироюки Китадзумэ, Лэйдзи Мацумото, Тосихико Нисикубо, Хиромаса Огура, Коити Охата, Аи Орикаса, Мамору Осии, Джен Скотт-Фрейзер, Юми Такада, Кэнъити Сонода. |
| 4-6 июля 1997                | Лос-Анджелеский аэропорт Хилтон Лос-Анджелес, Калифорния               | 3 826                                 | Джен Скотт-Фрейзер. |
| 3-5 июля 1998                | Anaheim Hilton and Towers Анахайм, Калифорния                          | 4 883                                 | Мика Акитака, Акира Камия, Хироюки Китакубо, Ясухиро Найто, Нобуюки Такахаси, Ю Ватасэ, Такахиро Ёсимацу. |
| 16-18 июля 1999              | Anaheim Hilton and Towers Анахайм, Калифорния                          | 6 400                                 | Мика Акитака, Мари Иидзима, Ёко Канно, Хироми Мацусита, Лиза Ортиц, Жиль Пуатра. |
| 30 июня – 3 июля 2000        | Отель Диснейленда Анахайм, Калифорния                                  | 9 700                                 | Рика Фуками, Кэйдзи Гото, Кунихико Икухара, Нобору Исигуро, Акира Камия, Юкио Кикукава, Махиро Маэда, Ютака Минова, Рендж Мурата, Кадзуто Накадзава, Ясухиро Найто, Тихо Сайто, Ю Ватасэ, Нобутэру Юуки. |
| 5-8 июля 2001                | Long Beach Convention Center Лонг-Бич, Калифорния                      | 13 000                                | Хисаси Абэ, Морио Асака, Кия Асамия, Джо Чен, Масаюки Кодзима, Кикуко Иноуэ, Хидэнори Мацубара, Харухико Микимото, Макото Уно, Ю Ватасэ. |
| 4-7 июля 2002                | Long Beach Convention Center Лонг-Бич, Калифорния                      | 15 250                                | Джо Чен, Хироаки Года, Цукаса Ходзё, Кунихико Икухара, Хироаки Иноуэ, Ёко Исида, Нобору Исигуро, Масаси Исихама, Акира Камия, Сёдзи Кавамори, Мария Кавамура, Юкио Кикукава, Хидэюки Курата, Коити Масимо, Кодзи Масунари, Хидэнори Мацубара, Тосихару Мурата, Мамико Ното, Puffy AmiYumi, Нобухиро Вацуки, Такуми Ямадзаки. |
| 31 августа – 2 сентября 2002 | Marriott New York Marquis Нью-Йорк                                     | 5 500                                 | Акитаро Даити, Нобору Исигуро, Ёко Канно, Тосихиро Кавамото, Такао Кояма, Таро Маки, Крис Маккей, Кодзи Сугиура, Ацуси Такэути, Ёсиюки Томино, Синъитиро Ватанабэ. |
| 3-6 июля 2003                | Anaheim Convention Center Анахайм, Калифорния                          | 17 000                                | Ёситоси Абэ, Кадзуки Аканэ, Дьюэл Джуэл, Ребекка Форстадт, Криспин Фримен, Кадзухиро Фурухаси, Мицуру Хонго, Талиесин Джаффе, Юки Кадзиура, Ёсукэ Курода, Махиро Маэда, Ацуко Накадзима, Лиам О’Брайен, Коси Рикудо, Горо Танигути, Миса Ватанабэ, Кадзуки Яо, Нобутэру Юки. |
| 16-18 января 2004            | Sunshine City Convention Center Токио, Япония                          | 4 919                                 | Сё Айкава, Кэн Акамацу, Хироси Аро, Криспин Фримен, Фред Галлахер, Юити Хасэгава, Саки Хидзири, Рюсукэ Хикава, Хироюки Имаиси, Имаи Тунз, Исаму Имакакэ, Мицуми Иномата, Нобору Исигуро, Мицухиса Исикава, Такэхико Ито, Ютака Идзубути, Тосихиро Кавамото, Хироюки Китадзумэ, Сатоми Кодама, Риэ Кугимия, Акира Кусида, Томоми Митидзуки, MIQ, Нао Нагасава, Хироси Нэгиси, Тэцуя Нисио, Хироюки Окиура, Роми Паку, Акэми Такада, Нодзому Тамаки, Кана Уэда, Under17, Ёсихиро Ёнэдзава, Рэйна Ёсимура. |
| 2-5 июля 2004                | Anaheim Convention Center Анахайм, Калифорния                          | 25 000                                | Коити Тигира, Кейт Дэвис, Хироми Хирата, Ёко Исида, Масаси Исихама, Синъитиро Кимура, Хидэюки Курата, Ли Мён Чин, Венди Ли, Майкл Линдси, Масао Маруяма, Сино Масанори, Кодзи Масунари, Юдзи Мацукара, MIQ, Минору Мурао, Рейндж Мурата, Тосихару Мурата, Сатоси Нисимура, Кадзуфуми Номура, Томонори Отикоси, Ёсиюки Окамура, Итиро Окоти, Каору Одзава, Тадаси Одзава, Синди Робинсон, Мишель Руфф, Кацуси Сакураби, Соитиро Сано, Кэрри Сэвидж, Томокадзу Сэки, Рэн Усами, Синди Ямаути, Рэйна Ёсимура. |
| 1-4 июля 2005                | Anaheim Convention Center Анахайм, Калифорния                          | 33 000                                | Хантер Маккензи Остин, Грег Эйрс, J.B. Blanc, Джонни Йонг Бош, Колин Клинкенберд, Шивон Флинн, Криспин Фримен, Угэцу Хакуа, Рэйчел Хиршфельд, Рё Хорикава, Хироюки Китакубо, Осаму Кобаяси, Цунэо Кобаяси, Kotoko, Сара Лахти, Венди Ли, Рейндж Мурата, Лиам О’Брайен, Хироси Осака, Маая Сакамото, Кэрри Сэвидж, Томокадзу Сэки, Михо Симогаса, J.D. Stone, Хелена Тейлор, Венди Томсон, Кадзуэ Ямамото, Акихито Ямасита. |
| 1-4 июля 2006                | Anaheim Convention Center Анахайм, Калифорния                          | 40 647                                | Лора Бэйли, CLAMP, Криспин Фримен, Тору Фуруя, Нобору Исигуро, Ютака Идзубути, Когэ-Домбо, Томоки Кёда, Мана, Вик Миньона, Сэйдзи Мидзусима, Хироси Нагахама, Ацуко Накадзима, Мик Такэути, Yozuca*. |
| 29 июня — 2 июля 2007        | Long Beach Convention Center Лонг-Бич, Калифорния                      | 41 671                                | Тэцуо Араки, Майкл Ариас, Грег Эйрс, Лора Бэйли, Стивен Блум, Джонни Йонг Бош, Минори Тихара, Лия Кларк, Колин Клинкенберд, Джастин Кук, Кейтлин Гласс, Юко Гото, Кейт Хиггинс, Ая Хирано, Юна Инамура, Эйсаку Иноуэ, Тиаки Исикава, Талиесин Джаффе, Сатору Каннаги, Хидэо Кацумата, Такааки Кидани, Масару Китао, Майк Макфарланд, Мэри Элизабет Макглинн, Халко Момои, Сюхэй Морита, Хироси Нагахама, Сумирэ Нанохана, Томонори Отикоси, Тони Оливер, OreSkaBand, Кейт Оксли, Такахару Одзаки, Брина Паленсия, Орион Питтс, Брэндон Поттер, Даи Сато, Savage Genius, Патрик Сайц, Стефани Шэ, Анна Цутия, Коносукэ Уда, Трэвис Уиллингем. |
| 3-6 июля 2008                | Los Angeles Convention Center Лос-Анджелес, Калифорния                 | 43 000 (уникальных); 103 000 (всего)  | Ямила Абрахам, Масахиро Андо, Ayane, Грег Эйрс, Кэмерон Бейти, Майк Фасоло, Fullmoon 13, GaGaalinG, Дэвид Хейтер, Масамицу Хидака, Ёко Исида, Jyukai, Хироми Като, Хидэюки Кикути, Kuro, LM.C, Крис Мэни, Джонатан Меса, Вик Миньона, Джейсон Миллер, Джанетт Моффат, Сёко Накагава, Тони Оливер, le Peruggine, Riku, Том Рут, Каэко Сакамото, Патрик Сайц, Тосихико Сэки, Кевин Шайник, Акэми Такада, Сайко Такаки, Thee Out Mods, VelBet, Трэвис Уиллингем. |
| 2-5 июля 2009                | Los Angeles Convention Center Лос-Анджелес, Калифорния                 | 44 000 (уникальных); 109 000 (всего)  | Томо Асаха, Каран Эшли, auncia, Роберт Аксельрод, Накиа Буррисе, Стив Карденас, Нортрап Дэвис, Дэн Юинг, Майк Фасоло, Блэйк Фостер, Кун Гао, Даг Голдстайн, Барбара Гудсон, Сет Грин, Hangry & Angry, Кайл Хеберт, Джейсон Хоффс, Кен Хойнски, Хироюки Имаиси, Дайсукэ Исиватари, Нориюки Дзингудзи, Уолтер Джонс, Такэси Кадзии, Сигэру Китаяма, Шоуни Клекнер, Юн Кога, Ёсукэ Курода, Роберт Ли, Патрисия Жа Ли, Джошуа Лонг, Нобуо Мацуда, Моника Мэй, Майк Макфарланд, Крис Маккей, Брекин Мейер, Сэйдзи Мидзусима, Moi dix Mois, Тосимити Мори, Тосиюки Морикава, Morning Musume, Роберт Нэптон, Ясухиро Найто, Ацуси Нисигори, Сатоси Нисимура, Такаси Окадзаки, Остин Осуэкэ, Рейс Оуэн, Брина Паленсия, Луис Рейес, Эми Ролль, Регги Ролль, Том Рут, Сацуки, Джастин Севакис, Эрик Шерман, Кевин Шайник, Дэн Саутворт, Кэтрин Сазерленд, Цунку, Роджер Веласко, Серина Винсент, Крис Вайолетт, Кэри Уолгрен, Селвин Джейдон Уорд, Эрик Вайнер. |
| 1-4 июля 2010                | Los Angeles Convention Center Лос-Анджелес, Калифорния                 | 46 000 (уникальных); 105 000 (всего)  | Саки Айбу, AKB48, Ю Асакава, Beni, Джонни Йонг Бош, Дэнни Чу, DJ Chucky, Guhroovy, Кайл Хеберт, Рэй Хироэ, Юи Хориэ, Томохико Исии, Кэндзи Камияма, Ёко Канно, Тосихиро Кавамото, Эри Китамура, Кацуюки Кониси, Роберт Ли, M-Project, m1dy, May'n, MELL, Вик Миньона, Джейсон Чарльз Миллер, Масакадзу Морита, Мэгуми Накадзима, Сатору Накамура, No+Chin, RSP, Каэто Сакамото, DJ Schwarzenegger, Эрик Шерман, Sophia, Нобуюки Такахаси, Кристина Ви, Синъити Ватанабэ. |
| 1-4 июля 2011                | Los Angeles Convention Center Лос-Анджелес, Калифорния                 | 47 000 (уникальных); 128 000 (всего)  | Таканори Аки, Тэцуро Араки, Питер Бигл, Хироюки Бирукава, Коити Тигира, Дэнни Чу, Danceroid, Диг Джелли, Тосихиро Фукуока, Тосио Фурукава, Фред Галлахер, Кэнтаро Хасимото, Хироюки Ито, Талиесин Джаффе, Kalafina, Макото Кобаяси, Оникс Кобаяси, Маон Куросаки, Идзуми Мацумото, Вик Миньона, Мику Хацунэ, Джейсон Чарльз Миллер, Сэйдзи Мидзусима, Тосиюки Морикава, Сохэй Ниикава, Nirgilis, Ватару Сасаки, Миюки Савасиро, Такааки Судзуки, Масаёси Танака, Tune in Tokyo, Стефани Яньес, Кацуюки Хирано, Такаки Косака, Кэнта Сугано, Кайл Хеберт. |
| 29 июня — 2 июля 2012        | Los Angeles Convention Center Лос-Анджелес, Калифорния                 | 49 400 (уникальных); 130 000 (всего)  | Animetal USA, Эи Аоки, Мисако Аоки, Морио Асака, Стивен Блум, Дэнни Чу, Кунихико Хамада, Рё Хорикава, Юки Кадзиура, Хикару Кондо, Рикия Кояма, LiSA, Сирил Ламбой, Джейми Марчи, Джоэл Макдональд, Нобухико Окамото, Моника Райал, Тацуо Сато, Иэн Синклер, Такуя Цуноки, Ёсукэ Адати, ayami, bamboo, Ацухиро Иваками, Синдзи Катакура, Идзуми Китта, Минами Курибаяси, Джессика Нигри, Фу Мидори, Коитиро Нацумэ, Айми Тэракава, Томоэ Тамиясу, Коки Ёсимунэ. |
| 4-7 июля 2013                | Los Angeles Convention Center Лос-Анджелес, Калифорния                 | 61 000 (уникальных); 161 000 (всего)  | Таканори Аки, Джонни Йонг Бош, Дэнни Чу, Eyeshine, Кадзухиро Фурухаси, Алодия Госенфиао, Джош Грилл, Мэгуми Хан, Кайл Хеберт, Ая Икэда, Кадзухико Иноуэ, Мицухиса Исикава, Нойдзи Ито, Кая, Вик Миньона, Сацуки, Сохэй Ниикава, Мари Окада, Рэм Райдер, Крис Сейбат, Макото Синкай, Нобуюки Такахаси, Остин Тиндл, Алексис Типтон, Эрик Вэйл, Масааки Юаса, Нобухиро Кикути, Кадзутика Кисэ, Хироаки Мацуура, Porno Graffiti, Кэйго Сасаки, Джордж Вада, Макс Ватанабэ. |
| 3-6 июля 2014                | Los Angeles Convention Center Лос-Анджелес, Калифорния                 | 80 000 (уникальных); 220 000 (всего)  | Эйр Аой, Линда Баллантайн, Соня Белоусова, Карен Бернстайн, Дэнни Чу, Sean Danconia, Кэти Гриффин, Кайл Хеберт, Кэйдзи Инафунэ, Рэки Кавахара, Кимура У, Мэри Лонг, Эру Мацумото, Вик Миньона, Кадзума Мики, Масахико Минами, Стефани Моргенштерн, Масакадзу Морита, Тоби Проктор, Сусан Роман, Рон Рубин, Джош Стокер, Гэн Уробити, Ютака Ямамото, abec, angela, Фуминори Кидзаки, Ами Косимидзу, Кадзуки Накасима, Эйдзи Оцука, Lunatic Joker, Ёсики Сакураи, Уки Сатакэ, Сусио, Эйко Танака, Ёсукэ Тоба, Рёка Юдзуки. |
| 2-5 июля 2015                | Los Angeles Convention Center Лос-Анджелес, Калифорния                 | 90 500 (уникальных); 260 700 (всего)  | Сё Айкава, Aimer, Дино Андраде, Масиро Аяно, Кристофер Эйрс, Aza, Bosshi, Chocolate Covered Cosplay, Дэнни Чу, Оливия Чабеар, Робби Дэймонд, Бенджамин Дискин, Dustbunny, Сэнди Фокс, Юити Фукусима, Futange, Тиффани Грант, Александр Гросс, Юмири Ханамори, HappiLeeErin, Исуна Хасэкура, Кайл Хеберт, Итару Хиноуэ, Наото Хироока, Мел Хопп, Хори, IA, Хироюки Имаиси, Кэйдзи Инафунэ, Дайсукэ Исиватари, Ацухиро Иваками, Талиесин Джаффе, Майлз Джей, Junnyan, Kamitani, Аяко Кавасуми, Kiba, Kiss, Кадзутака Кодака, Хикару Кондо, Томоё Куросава, Брук Лоусон, Линда Ли, Черами Ли, Comfort Love, Тосио Маэда, Адзуса Максима, Аманда Миллер, Такахиро Миура, Масанори Миякэ, Momoiro Clover Z, Синъити Накамура, Томонори Отикоси, Чиччай Оссан, Томас Ромен, Garnet Runestar, Ryukishi07, Крис Сейбат, Тии Сакураби, Шелла Санта Мария, Шон Шеммель, Стефани Шэ, Shinya, Томонори Судо, Джулльетта Судзуки, Ёко Такахаси, Эйко Танака, Ли Шон Томас, Наокацу Цуда, Луна Цукигами, Кимура У, Кристина Ви, Wagakki Band, Сайлар Уоррен, Лизл Уилкерсон, Адам Уизерс, Яматогава, Ёсифуми Яримидзу, Мики Ёсигава, Коки Ёсимунэ, Ё Ёсинари. |
| 1-4 июля 2016                | Los Angeles Convention Center Лос-Анджелес, Калифорния                 | 100 420 (уникальных); 304 799 (всего) | Aicosu, Ёситака Амано, Тика Андзай, Эйр Аой, Aqours, Ари Арад, Наоси Аракава, Bamboo, Бо Биллингсли, Стивен Блум, Джастин Брайнер, Кристин Мари Кабанос, Chalk Twins, Chocolate Covered Cosplay, Дэнни Чу, Стелла Чу, Dancing Dolls, Робби Дэймонд, Dodger, Doremi, Dustbunny, Дайнамит Томми, Мелисса Фан, Flow, Сэнди Фокс, Макото Фурукава, Сигэо Хамасима, Hamo, HappiLeeErin, Джошуа Харт, Луна Харуна, DJ Heavygrinder, Мел Хопп, Кэндзи Хорикава, Дайсукэ Итикава, Кодзи Игараси, Кэйдзи Инафунэ, Ёко Исида, Акира Ицуки, Майлз Джей, JAM Project, Junnyan, Jyunya, Тэцуя Какихара, Кадзуэ Като, Сёдзи Кавамори, DJ Kazu, Kiba, Сюити Кобаяси, Сигэто Кояма, Минами Курибаяси, Рэо Куросу, Юро Кёя, Лорен Ланда, Венди Ли, Lia, Мэри Элизабет Макглинн, Эрика Мендес, Michi, Аманда Миллер, Масахико Минами, Ясуо Миякава, Масанори Миякэ, Ю Мидзокам, momoMc, Тацуюки Нагаи, NaPaTa, Синго Нацумэ, Томонори Отикоси, Octopimp, Хироси Огава, Okayado, Oldcodex, Тони Оливер, QueersPlay, Garnet Runestar, Крис Сейбат, Сюнсукэ Сайто, Saitom, Нобукадзу Сакаи, Sakira, Нами Сано, Такуми Сано, Erect Sawaru, Саёри, Стефани Шэ, Макото Синкай, Маюми Синтани, Нао Сираханэ, Майкл Синтерниклаас, Sphere, Сусио, Дзюнъити Сувабэ, T.M.Revolution, Нобуюки Такахаси, Tasha, TeddyLoid, Луна Цукигами, Кадзуя Цурумаки, Котаро Утикоси, Масуо Уэда, LeeAnna Vamp, Кристина Ви, Штефф фон Швец, Акира Ясуда, Yo, Маи Ёнэяма, Коки Ёсимунэ, ZUN. |
| 1-4 июля 2017                | Los Angeles Convention Center Лос-Анджелес, Калифорния                 | 107 658 (уникальных); 357 178 (всего) | Ali Project, AmaLee, Angela, Масиро Аяно, Минори Тихара, Шарле Чон, Акира Химэкава, Стелла Тю, Джонни Крус, Стивен Д'Онофрио, Робби Дэймонд, Джейсон Дуглас, Dustbunny, Garnidelia, Тодд Хеберкорн, Эрика Харлачер, Итару Хиноуэ, Юи Хориэ, Зэнти Хвин, Мари Иидзима, Юи Исикава, Сунао Катабути, Тэцуя Киносита, Эрика Линдбек, Макс Миттельман, momoMc, Кассандра Моррис, QueersPlay, Рэм Райдер, Крис Сейбат, Шон Шеммель, TeddyLoid, Цунку, Штефф фон Шец, Эзра Вайс. |
| 5-8 июля 2018                | Los Angeles Convention Center Лос-Анджелес, Калифорния                 |                                       | |

### Другие Anime Expo
SPJA дважды проводила фестиваль вне Лос-Анджелеса: Anime Expo New York в 2002 году и Anime Expo Tokyo в 2004 году.